# Печера Кармалюка
Печера Кармалюка (Загнітківський печерний скит) — штучна печера, розташована поблизу села Загнітків Подільського району Одеської області на правому березі річки Майстриха.
Місцеве населення пов'язує створення печери з постаттю Устима Кармалюка — керівника повстанського руху на Поділлі у 1813–1835 роках. Печера могла використовуватися як пункт спостереження за часів повстання. Пізніше печера, судячи з написів, використовувалася як скит православним відлюдником.

## Опис печери
Печеру вирито у верхній частині скелі, що носить назву «Кармалюкова скеля». Скеля складена з крупноплитових сарматських світло-жовтих детриусових вапняків. Печеру вирито у верхній частині скелі, майже під площиною верхнього плато на висоті близько 70 метрів.
Печера має два поверхи, що з'єднуються отвором-люком. Кожен поверх налічує по одній кімнаті.

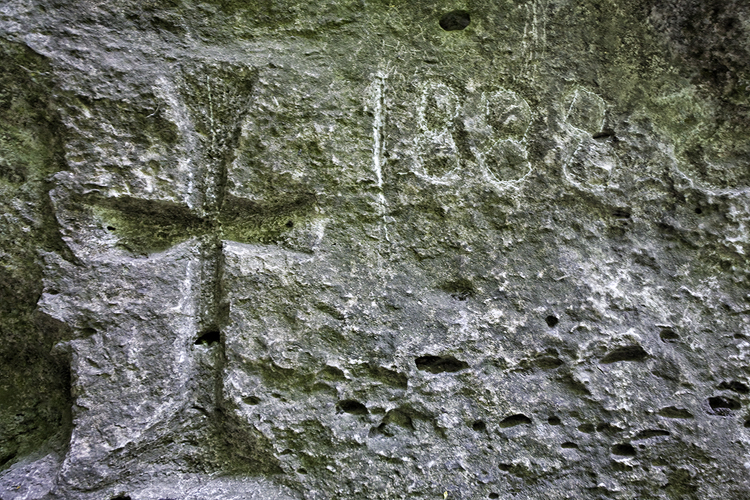
Хрест вирізаний біля входу до печери Кармелюка

Вікна нижнього ярусу виходять у глибоку долину, що проглядається з них на велику відстань. За думками дослідників цю кімнату було створено шляхом розширення природної карстової печери. При першому відвіданні в дальній частині першого поверху існувала стінка, викладена бутовим каменем, яку з часом було знищено.
Верхній ярус являє собою кімнату, вирізану у скелі. У західній частині кімнати розташована вирізана зі скелі ніша-лежанка, а у східній — полуциркульна апсида, що на думку дослідників мала культове значення. На стінах кімнати збереглися сліди побілки. На східній стіні біля входу є вирізаній хрест та дата «1888».
Широкий вхід у верхній ярус орієнтовано на південь, вхід веде у невеликий яр, що заріс байрачним лісом.
Загальна довжина печери 30 м, глибина ±3 м, площа — 70 м², об'єм — 120 м³. Розміри входів — верхнього — 6 м шириною та 1,8 м висотою; нижнього — 3 м шириною та 1,1 м висотою.

## Дослідження печери
Вперше печеру було досліджено одеськими спелеологами Л. Суховієм, С.Воронцовим та С.Кобилянським у червні 1976 р.